# Hiệp hội bóng đá Tonga
Hiệp hội bóng đá Tonga (tiếng Anh: Tonga Football Association) là tổ chức quản lý, điều hành các hoạt động bóng đá ở Tonga. Hiệp hội quản lý đội tuyển bóng đá quốc gia nam và nữ, tổ chức các giải bóng đá như vô địch quốc gia và cúp quốc gia. Hiệp hội bóng đá Tonga gia nhập FIFA và OFC cùng năm 1994.